# Jackson Hurst
Jackson Ryan Hurst (17 de febrero de 1979) es un actor estadounidense, conocido por interpretar a Grayson Kent en la serie de televisión Drop Dead Diva.

## Biografía
Jackson Hurst nació y se crio en el área de Houston. Asistió a St. Pius X High School y la Universidad de Baylor, donde se especializó en economía internacional y los sistemas de gestión de la información con un menor en español. Después de la universidad, Jackson Hurst pasó un año en la Ciudad de México donde trabaja para una empresa de transportes antes de comenzar una carrera financiera en Houston.
Comenzó a actuar hacia mediados de los 2000, cuando participó en un episodio de la serie "Inspector Mom", en 2006. Ese mismo año coprotagonizó la película estrenada directamente en video "Wednesday" y el thriller de acción "Striking Range", protagonizado por Lou Diamond Phillips.
Otros de sus créditos cinematográficos incluyen las películas "Cleaner" (2007), con Samuel L. Jackson, Ed Harris y Eva Mendes; "The Mist" (2007), protagonizada por Marcia Gay Harden; y "Have Dreams, Will Travel" (2007), con Lara Flynn Boyle. También protagonizó a Hank en el film "Walking Tall: The Payback" (2007), y su secuela, "Walking Tall: Lone Justice" (2007); además de integrar el elenco de la última película de Robert Rodriguez, la comedia familiar "Shorts: La piedra mágica" (2008).
Próximamente podrá vérselo en "The Tree of Life", un drama protagonizado por Brad Pitt y Sean Penn; y en "A bird of the air", un drama romántico que coprotagoniza junto a Rachel Nichols. El estreno de ambos largometrajes está previsto para 2010.
Jackson Hurst, que en varios filmes ha sido acreditado alternativamente como Ryan Hurst o Jack Hurst; protagoniza en la actualidad a Grayson Kent, en la serie de televisión, Drop Dead Diva.

## Vida personal
Hurst se comprometió con la actriz Stacy Stas en octubre del 2013. Se casaron en  San Juan Capistrano, California el 7 de junio de 2014. Su hijo Ryder Jackson Hurst nació el 25 de julio de 2015.

## Filmografía
- 2012: Scandal Senador Jacob Shaw (1 episodio, 2012)
- 2012: Unforgettable Steve Cioffi, Jr. (3 episodios, 2012)
- 2011: Hidden Moon Bruce (2011)
- 2011: The Tree of Life .... Tío Ray
- 2011: NCIS .... Zac Nelson
- 2011: Prime Suspect .... David Hollister
- 2010: A Bird of the Air .... Lyman
- 2009–2014: Drop Dead Diva .... Grayson Kent
- 2009: The Closer .... Sargento Ryan Dunn (1 episodio, 2009)
- 2009: Shorts (como Jack Hurst) ....
- 2008: Living Proof (TV) .... Josh
- 2007: The Mist .... Joe Eagleton
- 2007: Walking Tall: Lone Justice (V) .... Hank
- 2007: Cleaner (como Jackson [Ryan] Hurst) ....
- 2007: Have Dreams, Will Travel .... Jack Frost
- 2007: Walking Tall: The Payback (V) (no acreditado) .... Hank
- 2006: Soul's Midnight .... Max
- 2006: Striking Range .... Stan
- 2006: Wednesday (V) .... Luke
- 2006: Inspector Mom .... Andrew (1 episodio, 2006)